# Гълъмбица (пещера)
 Тази статия е за пещерата край Костур.  За планината вижте Гълъмбица.  
Гълъмбица (на гръцки: Γκουλουμπιντσα, Γκολουπίντσα, Голубинца) е пещера край град Костур (Кастория), Гърция, област Централна Македония.

## Местоположение
Пещерата е разположена на източния нос на костурския полуостров Горица.

## Описание
Пещерата е оформена във варовици със средно-горна долноюрска възраст в Пелагонийската зона. Състои се от основна зала, която комуникира от два различни входа с втора, в дъното на която има застояла вода. Нивото на пещерата, изглежда, е на нивото на Костурското езеро и се влияе от нивото му. В пещерата могат да се видят следи от човешка употреба от османския период, както и съвременни.